# Sexualidad vegetal
La sexualidad vegetal trata una amplia variedad de sistemas de reproducción sexual existentes en el reino vegetal. Este artículo describe los aspectos morfológicos de la reproducción sexual de las plantas.
La reproducción sexual en las plantas fue descubierta por Rudolf Jakob Camerarius y publicada en su obra De sexu plantarum epistola («Epístola acerca del sexo de las plantas») en 1694.
El hecho de que las plantas emplean numerosas estrategias diferentes para realizar su reproducción sexual fue utilizado desde una perspectiva puramente estructural por Carlos Linneo (1735 y 1753) para proponer un sistema de clasificación de las plantas con flores. Posteriormente este tema fue tratado por Christian K. Sprengel (1793) quien describió la sexualidad de las plantas como el "secreto develado por la naturaleza" y, por primera vez, comprendió las interacciones bióticas y abióticas del proceso de polinización.
Las teorías de Charles Darwin sobre selección natural se basan en su trabajo. En el caso de las flores, las estructuras reproductivas de angiospermas, son más variadas que las estructuras equivalentes de cualquier otro grupo de organismos, y las plantas con flores también tienen una diversidad de sistemas sexuales que no tiene comparación (Barrett, 2002). Pero la sexualidad y la importancia de las estrategias de reproducción sexual no es menos importante en el resto de los grupos de plantas. El sistema reproductivo es el factor más importante que determina la estructura de apareamiento de las poblaciones de plantas nonclonal. La estructura de apareamiento a su vez controla la cantidad y la distribución de la variación genética, que constituye un elemento central en el proceso de la evolución (Costich, 1995).

## Terminología
La complejidad de los sistemas y órganos utilizados por las plantas para lograr su reproducción sexual ha hecho que los biólogos evolutivos propusieran numerosos términos para nombrar las estructuras y las estrategias. Dellaporta y Calderon-Urrea (1993) realizaron una lista y definición de los distintos términos utilizados para nombrar los modos de sexualidad en las plantas con flores. Esta lista se reproduce aquí (tomada de Molner, 2004), generalizada de manera de acomodar no solo a las plantas que tienen flores, y expandida para incluir otros términos y definiciones más claras.

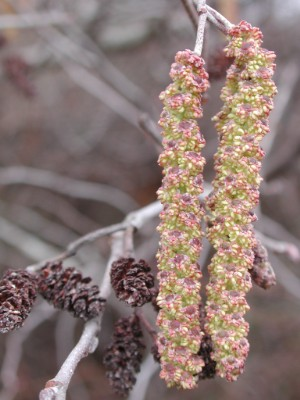
El aliso es monoica. a la derecha piñas de una flor masculina en maduración, a la izquierda piñas de la flor femenina del año previo

A modo de resumen, los órganos dadores de núcleos se consideran masculinos y los receptores, femeninos. En el hermafroditismo ambos sexos se manifiestan juntos en la misma estructura, en la flor, como estambres y carpelos, por ejemplo. Hay monoecia cuando la especie presenta ambos sexos en órganos separados; la especie es unisexual monoica o dioica. Si la sexualidad de los individuos es solo masculina o femenina, existe dioecia y la estirpe es unisexual dioica. Las especies que incluyen individuos masculinos, femeninos y hermafroditas o reúnen órganos con los tres tipos sexuales sobre el mismo individuo reciben el nombre de polígamas.

### Unidad reproductiva individual (una flor angiosperma)
- Hermafrodita - Estructura reproductiva que posee tanto las partes equivalentes masculinas como femeninas (estambres y pistilos en las angiospermas; también conocida como una flor perfecta o completa); otro término usado es bisexual

- Unisexual - Estructura reproductiva que funcionalmente es o masculina o femenina. En angiospermas esta condición es denominada imperfecta o incompleta.

### Planta individual
- Hermafrodita - Una planta que solo posee unidades reproductivas hermafroditas (flores, conos de conífera, o estructuras funcionales equivalentes).

- Monoica - que posee unidades reproductivas unisexuales (flores, conos de conífera, o estructuras funcionales equivalentes) de ambos sexos en una misma planta; del griego "una casa". Los individuos que producen flores de ambos sexos a la vez se llaman monoicos simultáneos o sincrónicos. Individuos que solo poseen flores de un único sexo a la vez son llamados monoicos consecutivos; "protoándricos" son los individuos que funcionan primero como masculinos y luego cambian a femeninas; "protóginos" son los individuos que funcionan primero como femeninos y luego cambian a masculinos.

- Dioica - posee unidades reproductivas unisexuales (flores, conos de conífera, o estructuras funcionales equivalentes) que se manifiestan en diferentes individuos; del griego "dos casas".

- Dado que muchas coníferas dioicas poseen una tendencia a ser monoicas (o sea, una planta femenina, puede a veces producir una pequeña cantidad de conos masculinos o viceversa), estas especies son llamada subdioicas (McCormick & Andresen, 1963).

- En terminología angiosperma,

Diclino ("dos camas") incluye a todas las especies con flores unisexuales, particularmente aquellas que poseen solo flores unisexuales, por ejemplo las especies monoicas y dioicas.
- Ginoicas - solo tiene estructuras reproductivas femeninas; la planta "femenina".
- Androicas - solo tiene estructuras reproductivas masculinas; la planta "masculina".
- Ginomonoicas - tiene estructuras hermafroditas y femeninas.
- Andromonoicas - tiene estructuras hermafroditas y masculinas.
- Subandroicas - planta que mayoritariamente posee flores masculinas, con unas pocas flores femeninas o hermafroditas.
- Subginoicas - planta que mayoritariamente posee flores femeninas, con unas pocas flores masculinas o hermafroditas.
- Polígamas- las estructuras masculinas, femeninas, y hermafroditas se manifiestan todas en la misma planta.

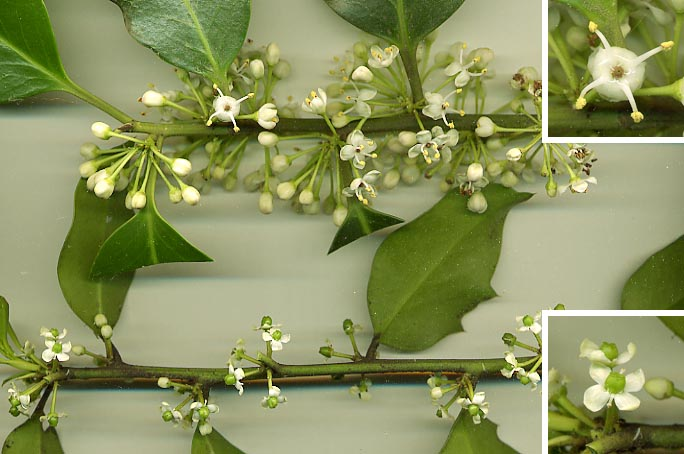
Ilex aquifolium es dioico: (arriba) flores de la planta masculina; (arriba derecha) flor masculina, con estambres con polen y un estigma reducido y estéril; (abajo) brote con flores de planta femenina; (abajo derecha) flor femenina, mostrando el estigma y estaminodios sin polen.

### Población de plantas
- Hermafrodita - solo plantas hermafroditas.
- Monoica - solo plantas monoicas.
- Dioicas - solo plantas dioicas.
- Ginodioicas - están presentes plantas femeninas y hermafroditas.
- Androdioicas - están presentes plantas masculinas y hermafroditas.
- Subdioicas - población principalmente de plantas monosexuales (dioecious), con unos pocos individuos monoicos.
- Polígamas - se encuentran plantas masculinas, femeninas, y hermafroditas en la misma población.

Algunas plantas utilizan un método llamado de autoincompatibilidad para asegurar diversidad genética dentro de la especie. En estas plantas, los órganos masculinos no pueden fertilizar las partes femeninas de la misma planta.

## Morfología de las flores
El fresno (Fraxinus excelsior L.), sirve como ejemplo para mostrar el rango de diversidad y variaciones en la morfología y funcionalidad que presentan las flores en lo que respecta a su género. Las flores del fresno son polinizadas por el viento y no poseen pétalos ni sépalos. Desde un punto de vista estructural, las flores pueden ser o masculinas, o femeninas, o hermafroditas, estas últimas consisten de dos estambres y un ovario. Una flor masculina puede ser morfológicamente masculina o una flor hermafrodita con estambres y un ginoceo rudimentario. Las flores del fresno pueden ser morfológicamente femeninas o hermafroditas y funcionalmente femeninas.

## Evolución

### Angiospermas
La teoría de la  evolución indica que las plantas con flores evolucionaron de un antepasado común hermafrodita, y que el carácter dióico evolucionó a partir del carácter hermafrodita. El carácter hermafrodita es muy común entre las plantas con flores; aproximadamente el 70% de ellas son hermafroditas, mientras que solo el 6/7% son dioicas y el 7% son monoicas. Aproximadamente el 7% de las especies muestran formas de ginodioicas o androdioicas, mientras que el 10% contiene tanto flores monosexuales y bisexuales (Molner, 2004).
Existe una cierta correlación (aunque no siempre válida) entre dioicas/subdioicas y plantas que poseen semillas que son dispersadas por aves (zoocoria). Se piensa que la concentración de frutos en la mitad de las plantas aumenta la eficiencia en el proceso de dispersión; por un lado las plantas femeninas pueden producir una mayor densidad de frutos ya que no gastan energía en producir polen, y además los agentes dispersantes (aves) no pierden tiempo buscando frutos en las plantas masculinas.